# Пуск ракеты

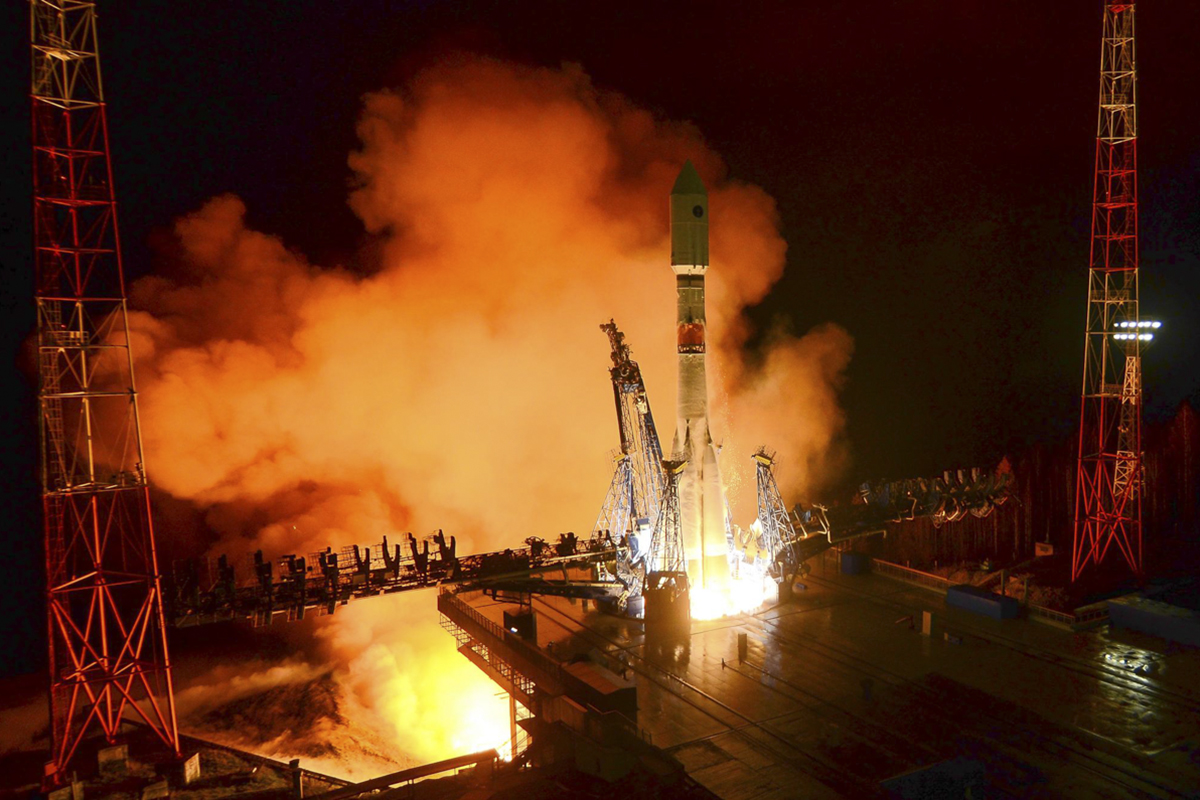
Пуск ракеты-носителя «Союз-2» с космодрома Плесецк.

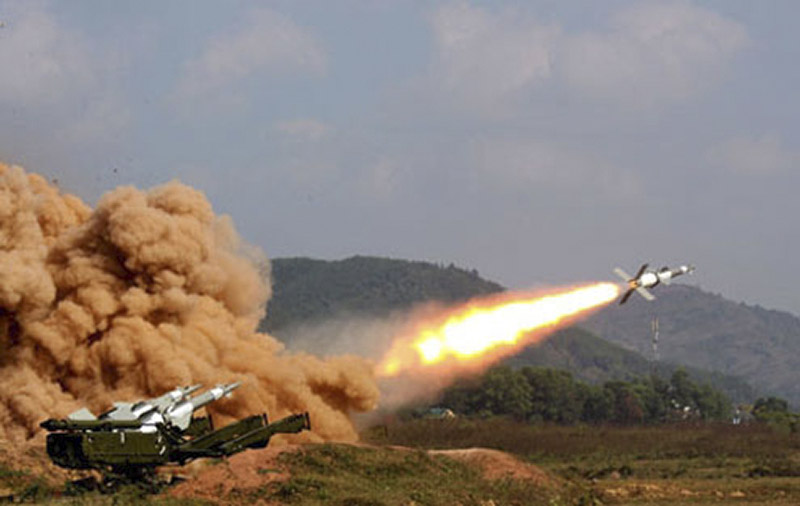
Пуск ракеты ЗРВ ВНА.

Пуск ракеты — узко говоря, последовательность процессов, протекающих в системах ракетной пусковой установки, бортовой аппаратуры и двигательной установки ракеты с момента подачи команды «Пуск» и до выхода ракеты с (из) пусковой установки.

## Пуск космических ракет
Процесс пуска космической ракеты состоит из совокупности процессов, которые выполняются последовательно. Это выкат ракеты из специализированного анагара-хранилища, как правило осуществляется по железнодорожному полотну. Далее осуществляется вертикализация летательного аппарата, производится на пусковой установке специальными балками. На следующем этапе проверяется исправность оборудования ракеты после установки. Следующим этапом следует заправка баков ракеты ракетным топливом. Перед стартом ракеты топливо поджигают, происходит горение и его превращение в раскалённый газ, который выходит из сопел двигателей, тем самым двигая ракету вверх.
Космические ракетные пуски классифицируются по назначению, подразделяясь на выполненные:
- для обеспечения планового функционирования Международной космической станции, для доставки на космические корабли необходимого оборудования, различных грузов;
- для исследования космоса, картографирования, наблюдения за окружающей средой, выполнения снимков Земли и других космических объектов, а также решения иных прикладных задач;
- запуск ракеты возможен и в военных целях в интересах отдельных государств.

## Пуск ракет стратегического назначения
Пуск ракет стратегического комплекса, состоит из следующей последовательности действий. Сначала аппаратно вводится полётное задание для ракет, далее пусковая установка переводится в автономный режим, с задействованием автономных источников питания установки. Далее следует открытие защитной крышки пусковой установки и переход ракеты на собственные источники питания, наддув и поднаддув топливных баков, прицеливание ракеты. Следующим этапом становиться запуск двигательной установки одной из ступеней ракеты и её последующий выход из ракетной шахты.
Ракета может выходить из шахты двумя способами, либо путём миномётного взрыва, которые её фактически выталкивает из шахты, после чего ракета движется за счёт своих силовых установок, либо ракета может выходить из пусковой установки изначально за счёт работы собственных двигателей.